# The Family Sign
When Life Gives You Lemons, You Paint That Shit Gold è il sesto album in studio del gruppo rap statunitense Atmosphere, pubblicato nel 2011.

## Tracce
1. My Key – 4:20
2. The Last to Say – 4:16
3. Became – 4:45
4. Just for Show – 3:39
5. She's Enough – 3:19
6. Bad Bad Daddy – 3:33
7. Millennium Dodo – 3:21
8. Who I'll Never Be – 3:08
9. I Don't Need Brighter Days – 4:05
10. Ain't Nobody – 3:17
11. Your Name Here – 3:37
12. If You Can Save Me Now – 3:52
13. Something So – 3:41
14. My Notes – 2:18

iTunes bonus tracks
15. Millennium Dodo 2 - 3:56
16. Cut You Down - 4:14